# Protoceratopsidae
Famille
Genres de rang inférieur
- Bainoceratops
- Lamaceratops
- Magnirostris
- Microceratus
- Montanoceratops
- Protoceratops

Les Protoceratopsidae, ou en français protocératopsidés (« premiers visages cornus »), étaient des dinosaures du Crétacé. Ils ressemblaient, et étaient apparentés, aux cératopsidés, mais avaient une allure plus primitive, en plus d'être plus petits. Les protocératopidés n'ont été retrouvés qu'en Asie, dans le bassin de Nemegt, dans les couches datant du Crétacé supérieur. Le genre type est Protoceratops.
Le taxon Protoceratopsidae a été introduit en mai 1923 par Walter Granger et William K. Gregory en tant que famille monotypique pour Protoceratops andrewsi[réf. nécessaire]. Granger et Gregory admirent que le protocératops était proche des autres cératopsiens, mais le considéraient assez primitif pour avoir sa propre famille, voire sous-ordre. Plus tard, la famille s'est agrandie, incluant tous les animaux trop évolués pour être des psittacosauridés, mais pas assez pour être des cératopsidés à part entière. En 1998, Paul Sereno a défini les protocératopsidés comme étant "tous les coronosaures plus proches de Protoceratops que de Triceratops". La définition de Sereno garantit que les protocératopsidés sont monophylétiques, mais exclut quelques dinosaures traditionnellement rattachés aux protocératopsidés, tels Leptoceratops et Montanoceratops.
Sereno (2000) inclut trois genres dans Protoceratopsidae: Protoceratops, Bagaceratops et Graciliceratops. Quelques autres genres récemment reconnus pourraient bien être des protocératopsidés. En 2003, Vladimir Alifanov a nommé, mais pas défini, une nouvelle famille cératopsienne, les bagacératopidés, pour inclure Bagaceratops, Platyceratops, Lamaceratops et Breviceratops. Cependant, en appliquant la définition phylogénétique de Sereno, les bagacératopidés d'Alifanov semblent plutôt n'être qu'un sous-clade des protocératopsidés.